# Acadia (Automarke)
Acadia war eine US-amerikanische Automarke.

## Markengeschichte
Ernest R. Kelly besaß eine Werkstatt in Wilmington in Delaware, in der er Fahrräder reparierte und mit Maschinen zu tun hatte. Nach einigen Jahren der Entwicklung stellte er ab 1903 Automobile her und bot sie an. Der Markenname lautete Acadia. 1904 endete die Produktion, als er das Geschäft aufgab und nach Philadelphia zog.

## Fahrzeuge
Das einzige Modell hatte einen Einzylindermotor mit 5 PS Leistung. Er war unter der Sitzbank montiert und trieb über eine Kette die Hinterachse an. Die Fahrzeugfront ähnelte den Modellen von Renault. Die offene Karosserie bot Platz für zwei Personen. Der Radstand betrug 157 cm. Das Fahrzeug wog 272 kg. Der Grundpreis betrug 600 US-Dollar. Kotflügel, Scheinwerfer und Hupe kosteten Aufpreis.